# Coelachne japonica
Coelachne japonica är en gräsart som beskrevs av Eduard Hackel. Coelachne japonica ingår i släktet Coelachne, och familjen gräs. Inga underarter finns listade i Catalogue of Life.